# Teatre de l'Ateneu (Tàrrega)
El Teatre de l'Ateneu de Tàrrega és un espai teatral pertanyent a l'Ateneu de Tàrrega ubicat a la plaça del Carme núm. 12 de Tàrrega. Va ser inaugurat l'any 1922. Des de 1984, la societat de l'Ateneu arrenda l'ús del teatre a l'Ajuntament de Tàrrega. Hi tenen lloc representacions de teatre, concerts i altres activitats socials i culturals. També és un equipament privilegiat de la Fira de Teatre al Carrer. Al llarg d'aquest anys s'hi han anat fent remodelacions i millores. L'aforament del teatre és de 552 butaques.